# 陆斡镇
陆斡镇，是中华人民共和国广西壮族自治区南宁市武鸣区下辖的一个乡镇级行政单位。

## 行政区划
陆斡镇下辖以下地区：
陆斡社区、龙口村、坡班村、仁合村、覃李村、文桐村、贵德村、大榄村、兴江村、育秀村、尚志村、燕齐村、双泉村、二塘村、联合村、那羊村、忠党村、共济村、桥北村、覃外村、覃内村、苞张村、卢覃村和桥东村。